# Pseudothecadactylus
Pseudothecadactylus is een geslacht van hagedissen die behoren tot de gekko's en de familie Diplodactylidae.

## Naam en indeling
De wetenschappelijke naam van de groep werd voor het eerst voorgesteld door Leo Brongersma in 1936. Er zijn drie soorten, de hagedissen werden eerder aan andere geslachten toegekend, namelijk Thecadactylus en Rhacodactylus. De huidige geslachtsnaam Pseudothecadactylus betekent vrij vertaald 'lijkend op Thecadactylus' en slaat op de gelijkenis met de verwante gekko's uit het geslacht Thecadactylus.

### Soorten
Het geslacht omvat de volgende soorten, met de auteur en het verspreidingsgebied.
| Naam                          | Auteur        | Verspreidingsgebied                |
| ----------------------------- | ------------- | ---------------------------------- |
| Pseudothecadactylus australis | Günther, 1877 | Australië (Queensland)             |
| Pseudothecadactylus cavaticus | Cogger, 1975  | Australië (West-Australië)         |
| Pseudothecadactylus lindneri  | Cogger, 1975  | Australië (Noordelijk Territorium) |

## Uiterlijke kenmerken
De hagedissen bereiken een lichaamslengte tot meer dan 10 centimeter. De staart is lang en cilindrisch in doorsnede en wordt gebruikt als grijpstaart, dit is vrij ongebruikelijk voor gekko's. Aan de onderzijde van de staart zijn hechtlamellen aanwezig, die normaal gesproken alleen onder de vingers en tenen aanwezig zijn. De vingers en tenen zijn breed en afgeplat om meer grip te bieden in bomen en struiken.

## Verspreiding en habitat
De hagedissen komen endemisch voor in delen van Australië en leven hier in de staten Noordelijk Territorium, Queensland en West-Australië. De habitat bestaat uit rotsige omgevingen, grotten, droger tropische en subtropische bossen, tropische en subtropische laaglandbossen en droge tropische en subtropische scrublands.

## Beschermingsstatus
Door de internationale natuurbeschermingsorganisatie IUCN is aan alle soorten een beschermingsstatus toegewezen. De hagedissen worden beschouwd als 'veilig' (Least Concern of LC).